# 커트 뉴먼
커트 뉴먼(Kurt Neumann, 1908년 4월 5일 ~ 1958년 8월 21일)은 독일인 미국 영화 감독으로, 경력 후반에는 SF 영화를 전문으로 했다.

## 생애
뉴먼은 초기 유성 영화 시대에 미국에 왔으며 독일어 버전의 헐리우드 영화 감독을 위해 고용되었다.

## 참여 작품
- 크로노스 (1957년 영화)
- 플라이 (1958년 영화)